# 드리울리스 곤살레스
드리울리스 곤살레스 모랄레스(스페인어: Driulis González Morales, 1973년 9월 21일~)는 쿠바의 유도 선수이다. 올림픽에 5회(1992, 1996, 2000, 2004, 2008) 참가했으며 1996년 하계 올림픽 여자 유도 라이트급 금메달과 은메달 1개, 동메달 2개를 획득했다.